# Károly Sas
Károly Sas (* 1915; † unbekannt) war ein ungarischer Fußballspieler, der mit Olympique Marseille 1937 den französischen Meistertitel gewann.

## Karriere
Bis 1933 gehörte der Mittelfeldspieler Sas einem Verein aus der ungarischen Hauptstadt Budapest an. Im Vorfeld der Saison 1933/34 wechselte er nach Frankreich zu Red Star Olympique, das im Vorjahr zu den Begründern der landesweiten ersten Liga gezählt hatte und in deren Premierensaison in die ebenfalls neu eingeführte zweithöchste Spielklasse abgestiegen war. Mit der Mannschaft aus der Umgebung von Paris wurde der Ungar 1934 Zweitligameister und erreichte damit den Aufstieg in die höchste Spielklasse. Dort kämpfte Red Star um den Klassenverbleib, der am Ende der Spielzeit 1935/36 nur dank des besseren Torverhältnisses erreicht wurde. Im Sommer 1936 wechselte der Mittelfeldspieler zum Ligarivalen Olympique Marseille.
Seinen ersten Einsatz für Marseille bestritt Sas am Eröffnungsspieltag der Saison 1936/37 und kassierte dabei in der 86. Spielminute einen Platzverweis. Anschließend wurde er zunächst regelmäßig aufgeboten, ehe er nach dem neunten Spieltag nicht weiter berücksichtigt wurde. Dank des besseren Torverhältnisses gegenüber dem FC Sochaux gewann Marseille den französischen Meistertitel des Jahres 1937, wozu Sas durch Einsätze in sieben Partien beigetragen hatte. Er war jedoch seit Ende Oktober 1936 nicht mehr für die Mannschaften aufgelaufen und wechselte vor diesem Hintergrund zum Zweitligisten Olympique Alès. Nach zwei Jahren in Alès wurde durch den Beginn des Zweiten Weltkriegs der reguläre Spielbetrieb eingestellt. Sas wechselte daraufhin nach Argentinien, wo er von 1939 bis 1940 dem Hauptstadtverein Boca Juniors angehörte.